# Psychotria hemicephaelis
Psychotria hemicephaelis är en måreväxtart som beskrevs av Herbert Fuller Wernham. Psychotria hemicephaelis ingår i släktet Psychotria och familjen måreväxter. Inga underarter finns listade i Catalogue of Life.